# Capela dos Ossos (Évora)
Die Capela dos Ossos (Knochenkapelle) ist eines der bekanntesten Baudenkmäler der Stadt Évora in Portugal. Es handelt sich um eine kleine Innenkapelle mit einem Eingang, die sich neben der Kirche São Francisco befindet.

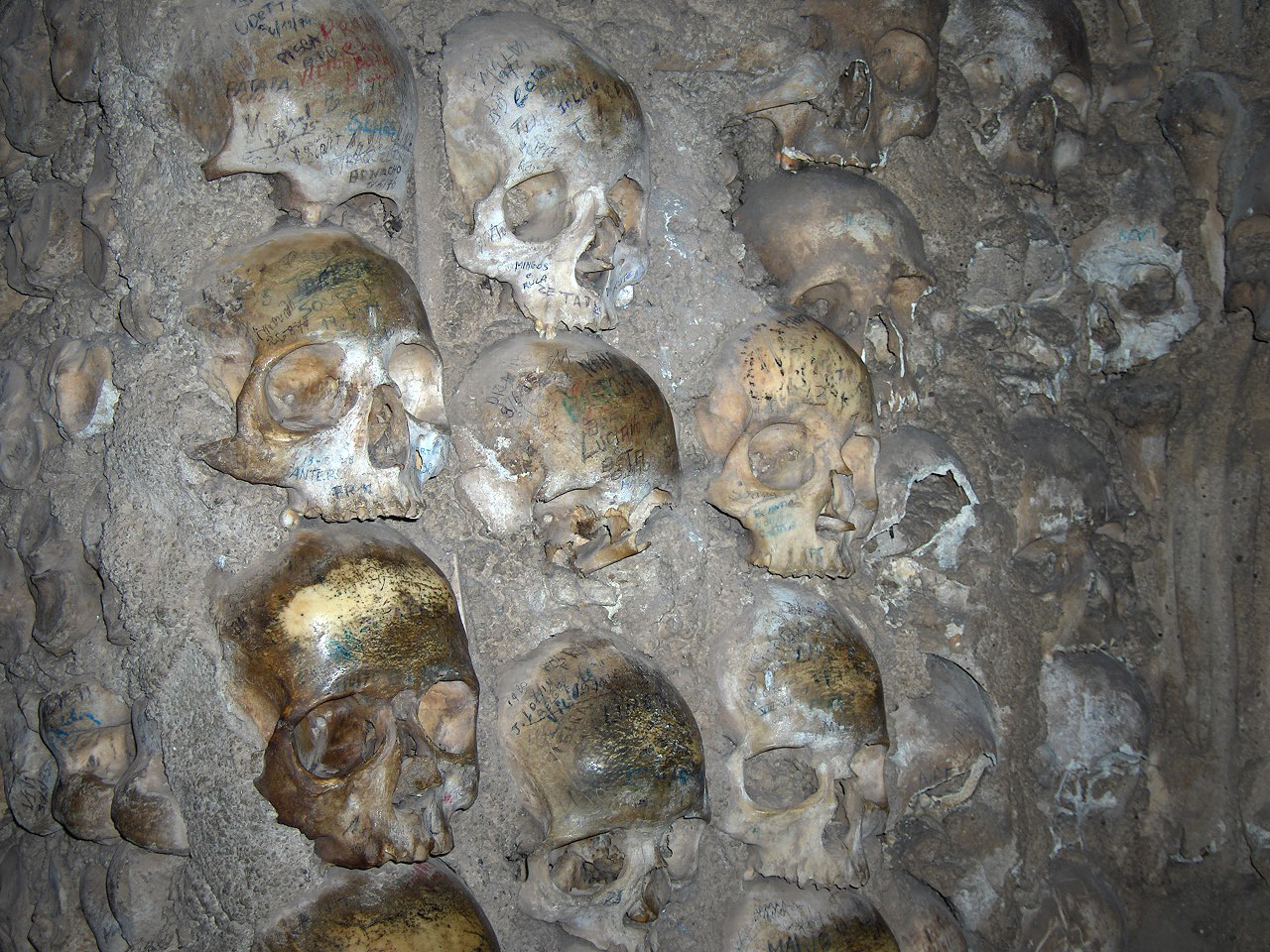
Einige menschliche Schädel in der Kapelle

## Geschichte
Die Capela dos Ossos wurde ursprünglich im 16. Jahrhundert auf Initiative eines Franziskanermönchs errichtet, der im Geiste der Gegenreformation seine Mitbrüder zum Nachdenken über die Vergänglichkeit des menschlichen Lebens und das Geheimnis des Todes anregen wollte. Die Absicht ist eindeutig didaktischer Natur, wie die gereimte Eingangsinschrift zeigt: Nós ossos / que aqui estamos / pelos vossos / esperamos („Wir Knochen, die wir hier sind, warten auf die euren“). Die Kapelle wurde im 18. Jahrhundert vollständig restauriert, als der portugiesische König Johann V. die Kirche San Bernardino alle Ossa in Mailand besuchte, die der in Évora sehr ähnlich ist.

## Beschreibung
Die Wände der Kapelle sind 18,7 m lang und 11 m hoch. Licht fällt durch drei kleine Fenster auf der linken Seite. Die Außenwände und die acht Säulen, die die Decke tragen, sind mit zementierten menschlichen Knochen und Schädeln geschmückt. Die Decke besteht aus weißen Ziegeln, die mit Todesszenen bemalt sind. Die Zahl der menschlichen Skelette wird auf etwa 5.000 geschätzt und stammen aus Friedhöfen und Kirchen der Umgebung, wo häufig Franziskanermönche begraben wurden. Viele dieser Schädel sind mit dem Namen des Verstorbenen beschriftet. Es gibt auch zwei mumifizierte Leichen, eine davon ein Kind, die an einer Kette an der Wand bei einem Kreuz hängen.

## Bildergalerie

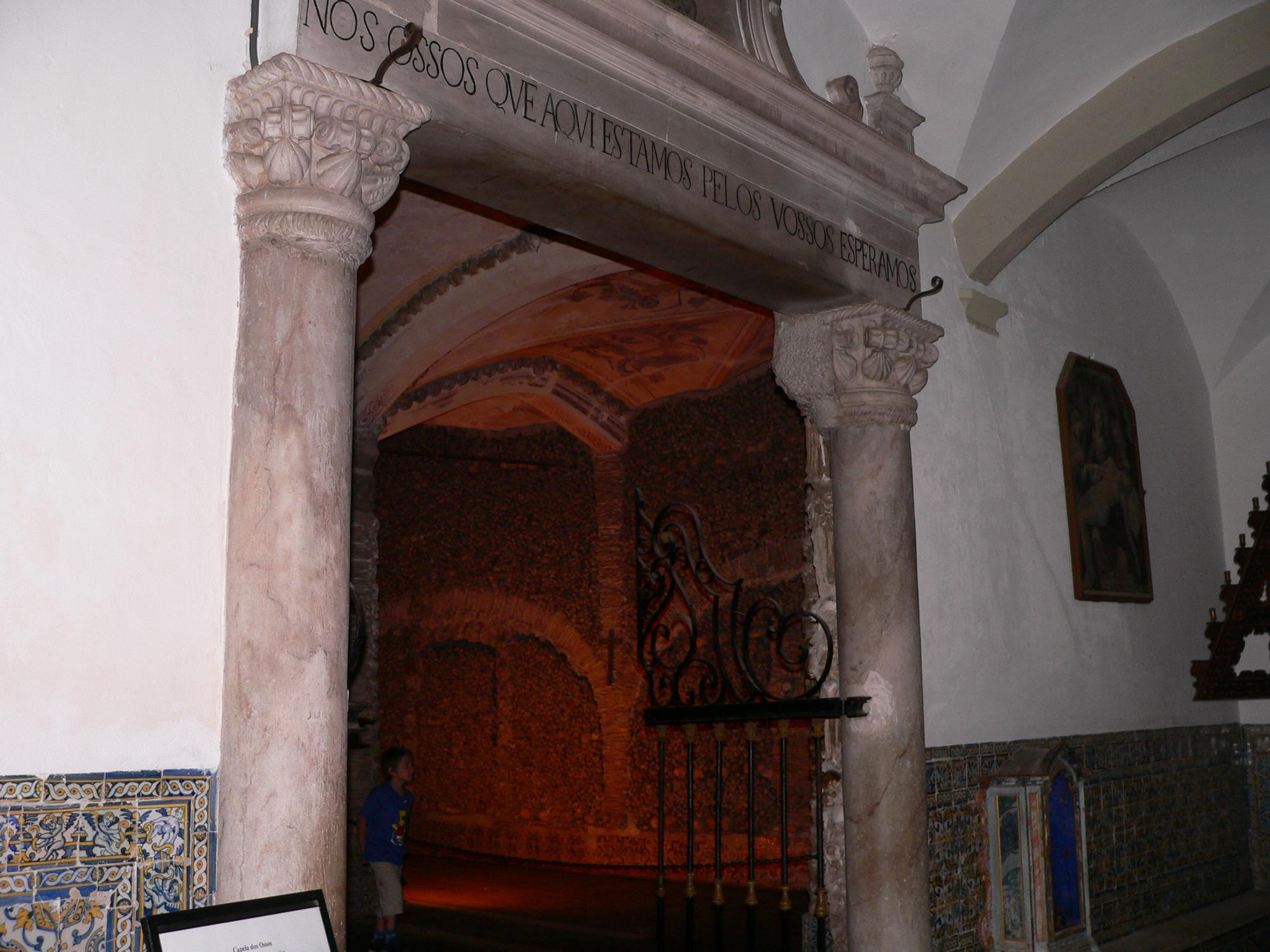
Eingang zur Kapelle
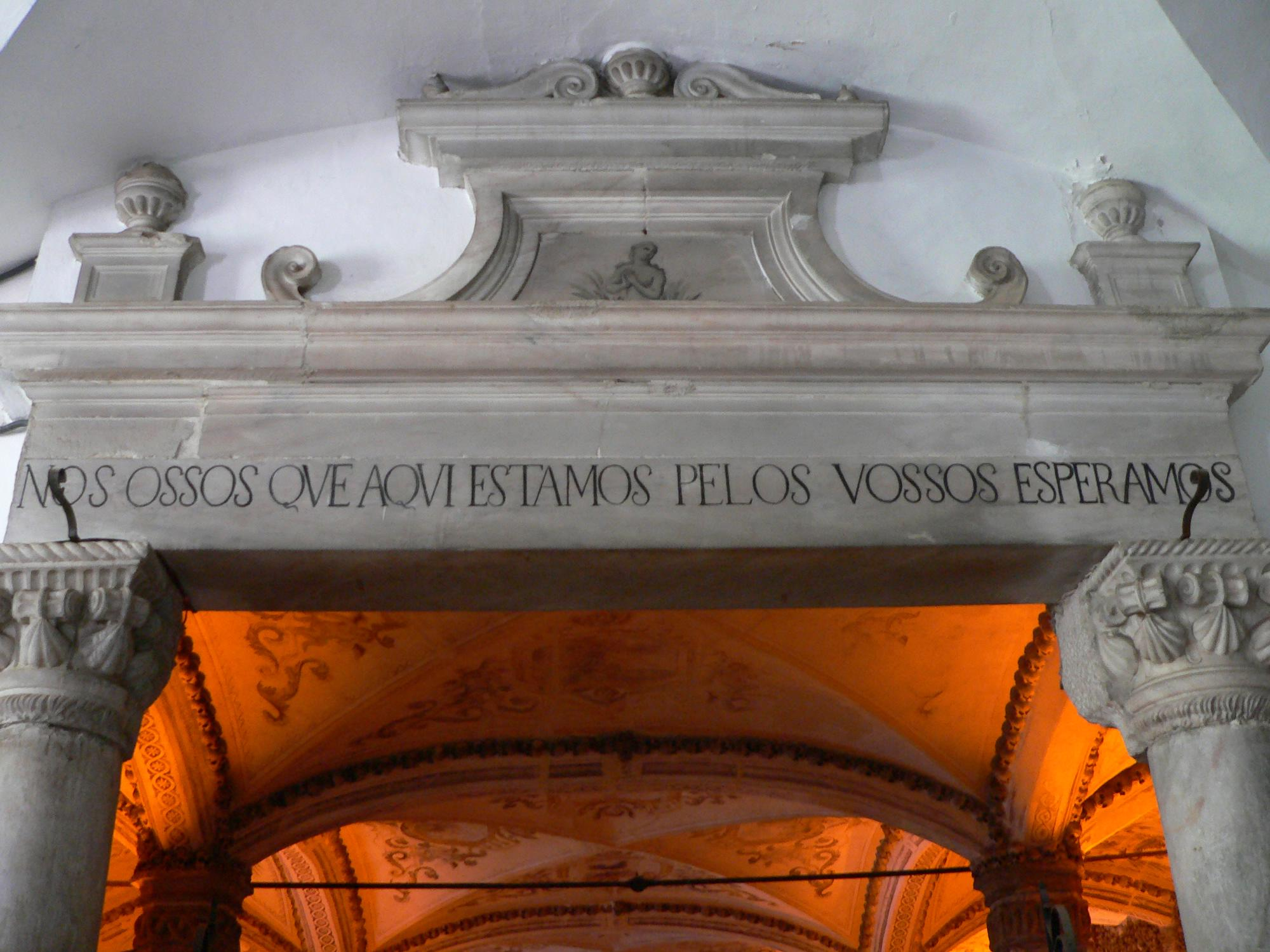
Eingangsinschrift
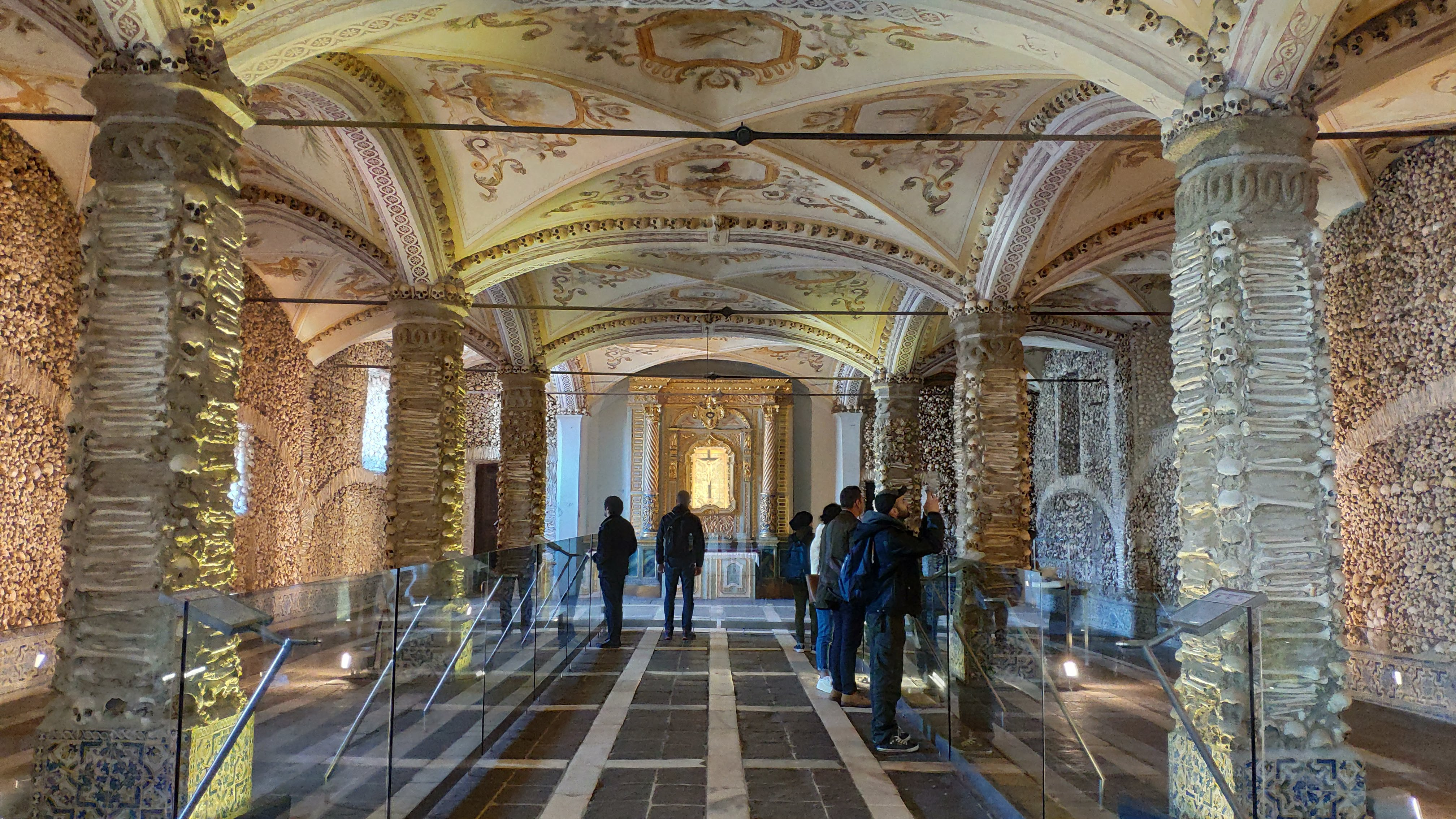
Die "Capela dos ossos"
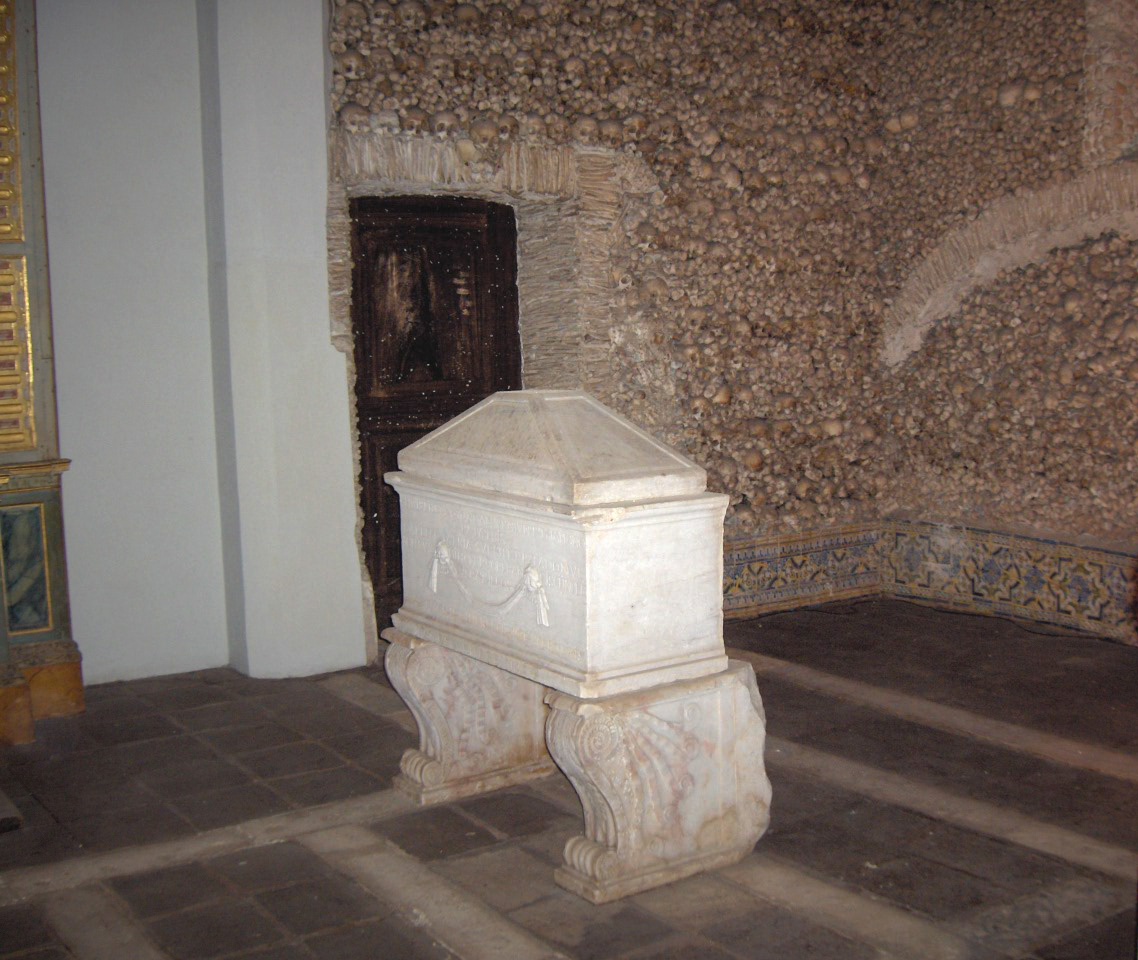
Beinhaus
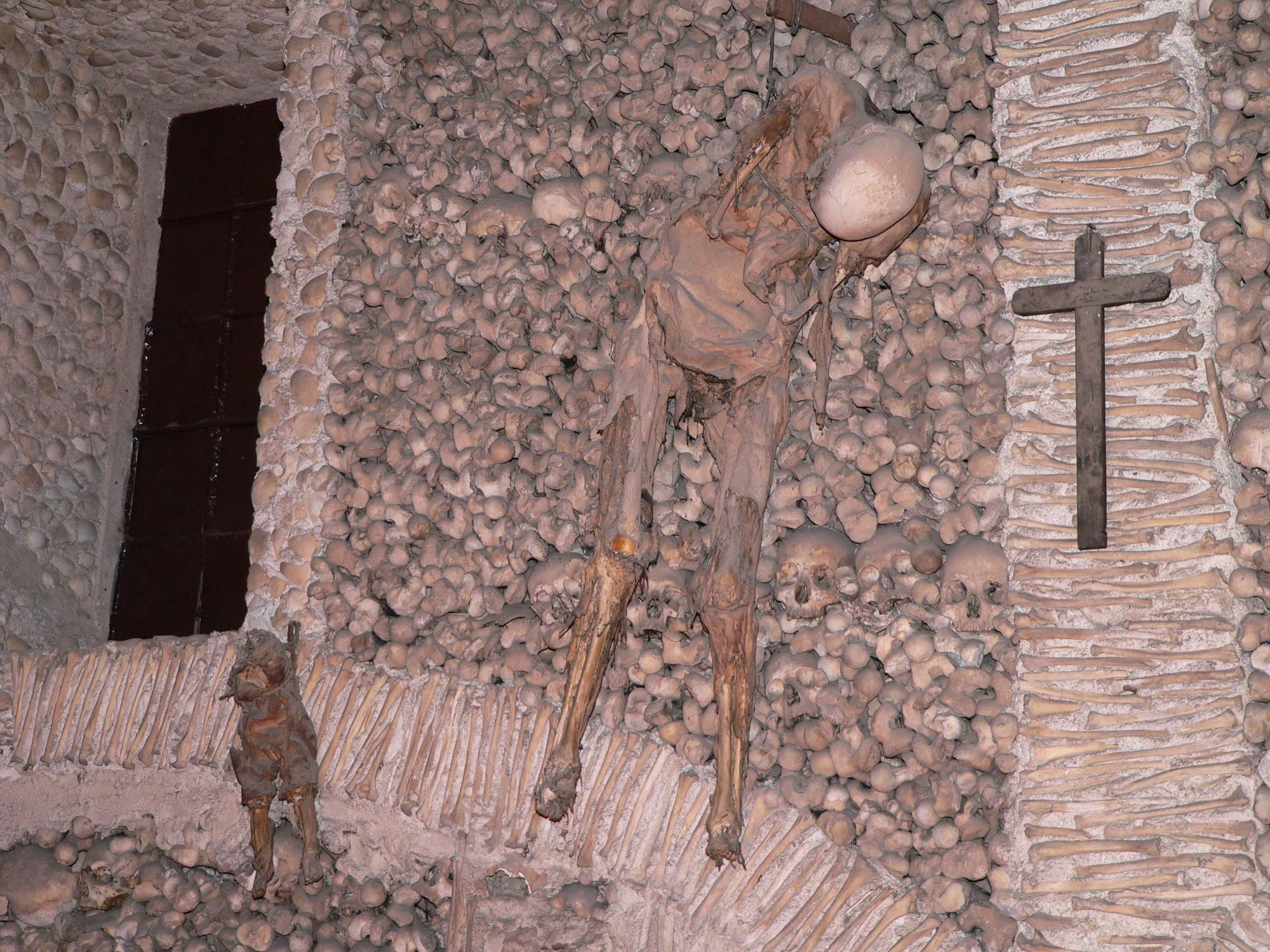
Die zwei "hängenden Toten"